# Sterling Automobile Manufacturing Company
Sterling Automobile Manufacturing Company war ein US-amerikanischer Hersteller von Automobilen.

## Unternehmensgeschichte

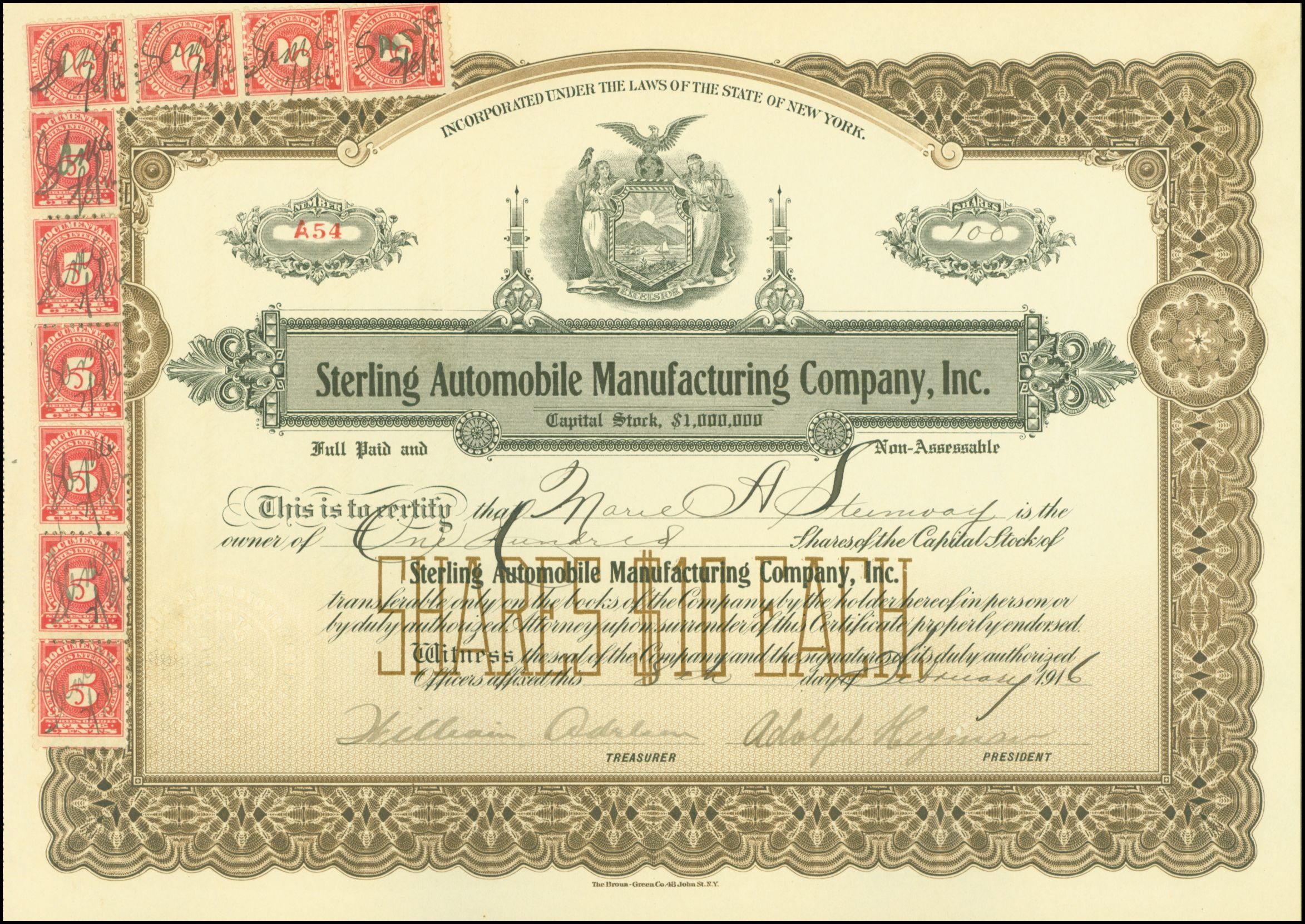
Aktie der Sterling Automobile Manufacturing Company vom 8. Februar 1916

William und Edward Adelson, Charles Chambers und Henry Hyman gründeten das Unternehmen in New York City. Als Gründungsjahr wird sowohl 1913 als auch 1915 angegeben. Die Fabrik befand sich in Paterson in New Jersey. 1915 begann die Produktion von Automobilen. Der Markenname lautete Sterling-New York. Konstrukteur war Joseph Anglada, der vorher die Liberty Motor Company leitete und später für die Anderson Buggy Company tätig war. Die Fahrzeuge waren für den Export vorgesehen. Die Verkäufe blieben gering.
Im September 1916 übernahm Charles W. Ams die Kontrolle. Er gründete daraufhin sein eigenes Unternehmen Amston Motor Car Company in Bridgeport in Connecticut.

## Fahrzeuge

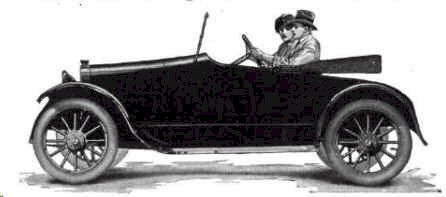
Sterling-New York Roadster von 1916

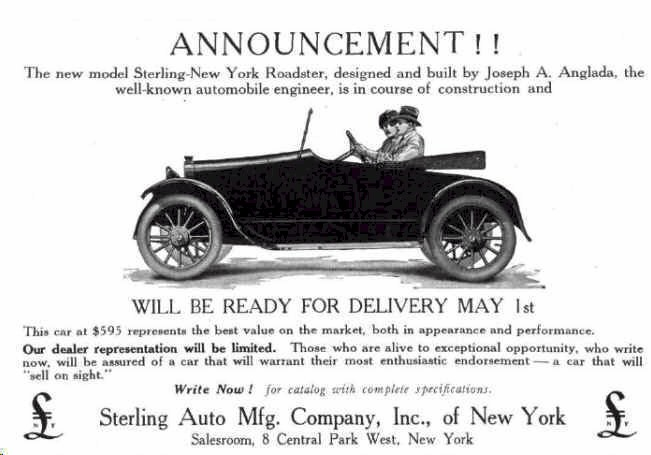
Anzeige von 1916

Eine Quelle nennt als erstes Modell ein Fahrzeug mit einem wassergekühlten Vierzylindermotor mit OHV-Ventilsteuerung und 1703 cm³ Hubraum. Die Motorleistung wurde über ein Dreiganggetriebe an die Hinterachse übertragen. Das Fahrgestell hatte 259 cm Radstand. Der Neupreis betrug 595 US-Dollar. Andere Quellen nennen dieses Modell nicht.
Im Dezember 1915 wurden Fahrzeuge mit einem Motor der Sterling Engine Company mit 1970 cm³ Hubraum angeboten.
Eine andere Quelle nennt einen Vierzylindermotor von der LeRoi Company und 28 PS Leistung. Es ist nicht gesichert, dass dieser Motor bereits vor September 1916 genutzt wurde.

## Übersicht über Pkw-Marken aus den USA, dieSterlingbeinhalten
| Marke             | Hersteller                                   | Vermarktungsbeginn | Vermarktungsende | Ort, Bundesstaat           |
| ----------------- | -------------------------------------------- | ------------------ | ---------------- | -------------------------- |
| Ams-Sterling      | Amston Motor Car Company                     | 1917               | 1918             | Bridgeport, Connecticut    |
| Sterling          | Sterling Automobile & Engine Company         | 1901               | 1902             | Sterling, Illinois         |
| Sterling          | Springfield Cornice Works                    | 1901               | 1901             | Springfield, Massachusetts |
| Sterling          | Sterling Machine Works                       | 1909               | 1909             | Sterling, Illinois         |
| Sterling          | Elkhart Motor Car Company                    | 1909               | 1911             | Elkhart, Indiana           |
| Sterling          | Sterling Motor Car Company                   | 1915               | 1916             | Brockton, Massachusetts    |
| Sterling          | Consolidated Motor Car Company (Connecticut) | 1920               | 1920             | Middlefield, Connecticut   |
| Sterling-Knight   | Sterling-Knight Company                      | 1920               | 1926             | Warren, Ohio               |
| Sterling-New York | Sterling Automobile Manufacturing Company    | 1915               | 1916             | New York City, New York    |